# البنا العليا (النادرة)

تعديل مصدري - تعديل

البنا العليا محلة تابعة لقرية براقش، التابعة لعزلة مقنع الاعلى بمديرية النادرة إحدى مديريات محافظة إب في الجمهورية اليمنية، بلغ تعداد سكانها 94 حسب تعداد اليمن لعام 2004.